# Les Aventures du baron de Münchhausen
Les Aventures du baron de Münchhausen is een Franse stomme film uit 1911. De film werd geregisseerd door Georges Méliès.
De film is gebaseerd op de vertellingen over baron von Münchhausen. Mèliès maakte gebruik van verschillende van zijn gekende filmtrucs zoals de stop-substitutietechniek en de overvloeier. Dit was een van de  zes films, gemaakt door Star Film op bestelling van de gebroeders Pathé, maar het is niet geweten of hij ook daadwerkelijk vertoond werd. De film werd waarschijnlijk voor de eerste maal vertoond in 1943 door André Robert, met de toelating van Méliès’ weduwe Jeanne d'Alcy. Omdat op dat moment ook "Münchhausen", een Duitse film in de Parijse theaters speelde, werd de naam van de film gewijzigd in "Monsieur le Baron a trop bien dîné". Orkestrale filmmuziek voor deze film werd gecomponeerd en uitgevoerd door Marius-François Gaillard.